# Marcel Camus
Marcel Camus (Chappes, Ardenas, 21 de abril de 1912 — Paris, 13 de janeiro de 1982) foi um cineasta francês. Ficou conhecido por dirigir o filme Orfeu Negro, que lhe rendeu a Palma de Ouro no Festival de Cannes de 1959 e o Oscar de melhor filme estrangeiro de 1960. Ele está enterrado no cemitério do Père-Lachaise (divisão 87).

## Filmografia parcial

### Direção
- 1947: Antoine et Antoinette - Assistente de realização
- 1949: Rendez-vous de juillet - Assistente de realização
- 1950: Edouard et Caroline - Assistente de realização
- 1952: Casque d'or - Assistente de realização
- 1953: L' Ennemi public n°1 (Il Nemico pubblico número uno) - Assistente de realização
- 1955: Les Mauvaises rencontres - Assistente de realização
- 1957: Mort en fraude
- 1958: Orfeu Negro
- 1959: Os Bandeirantes ou Les pionniers
- 1965: Le Chant du monde
- 1967: Vivre la nuit
- 1970: Le Mur de l'Atlantique
- 1973: La Porteuse de pain - novela TV
- 1975: Othalia de Bahia
- 1978: Ce diable d'homme: Voltaire (novela em seis capítulos) - Realizador

### Cenarista
- 1952: Les Dents longues - Conselheiro técnico
- 1957: Mort en fraude
- 1958: Orfeu Negro
- 1965: Le Chant du monde
- 1970: Le Mur de l'Atlantique

### Ator
- 1974: Histoire du cinéma français par ceux qui l'ont fait - Documentário: ele mesmo

## Condecorações
- 1959: Palma de Ouro do Festival de Cannes por Orfeu Negro[1]
- 1960: Oscar do melhor filme estrangeiro por Orfeu Negro[2]